# Plasa Sebeș
Plasa Sebeș (între 1918 și 1950) a fost o unitate administrativă sub-divizionară de ordin doi în cadrul județului Alba (interbelic). Reședința de plasă era în orașul Sebeș, iar din 1938 în comuna Sebeșel.

## Istoric
Plasa istorică a Sebeșului a făcut parte din comitatul Sibiu. După 1918 ea a fost rearondată la județul Alba (interbelic). Prin Legea nr. 5 din 6 septembrie 1950 au fost desființate județele și plășile din țară, pentru a fi înlocuite cu regiuni și raioane, unități administrative organizate după model sovietic.

## Demografie
La recensământul din 1930 au fost înregistrați 28.864 locuitori, dintre care (din punct de vedere etnic) 24.643 români (85,4%), 3.493 germani (12,1%) ș.a.
Sub aspect confesional populația era alcătuită din 22.690 ortodocși (78,6%), 3.407 evanghelici (11,8%), 2.467 greco-catolici (8,5%) ș.a.

## Materiale documentare

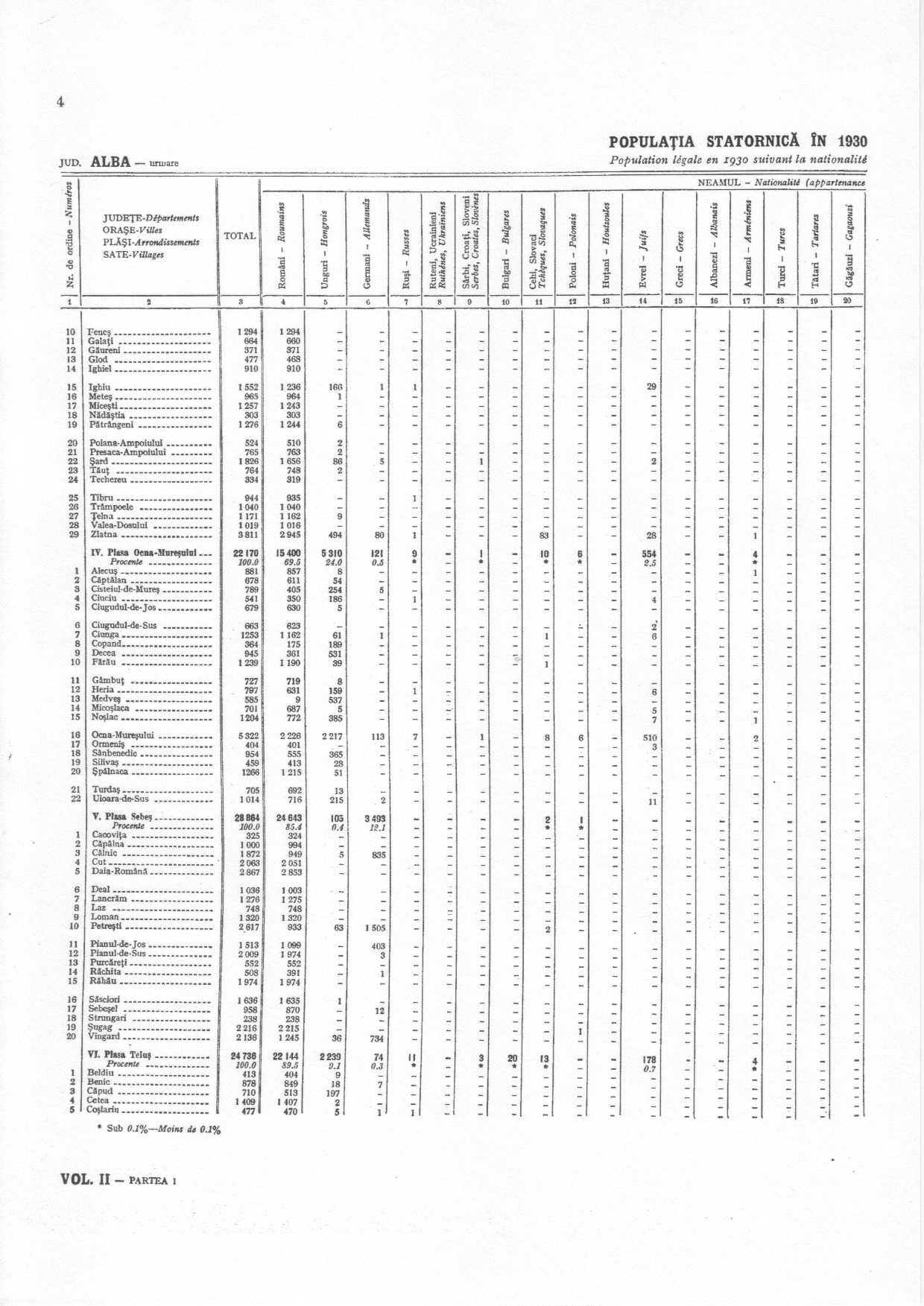
Datele aferente plășii Sebeș la recensământul din 1930 (Etnii - partea I)
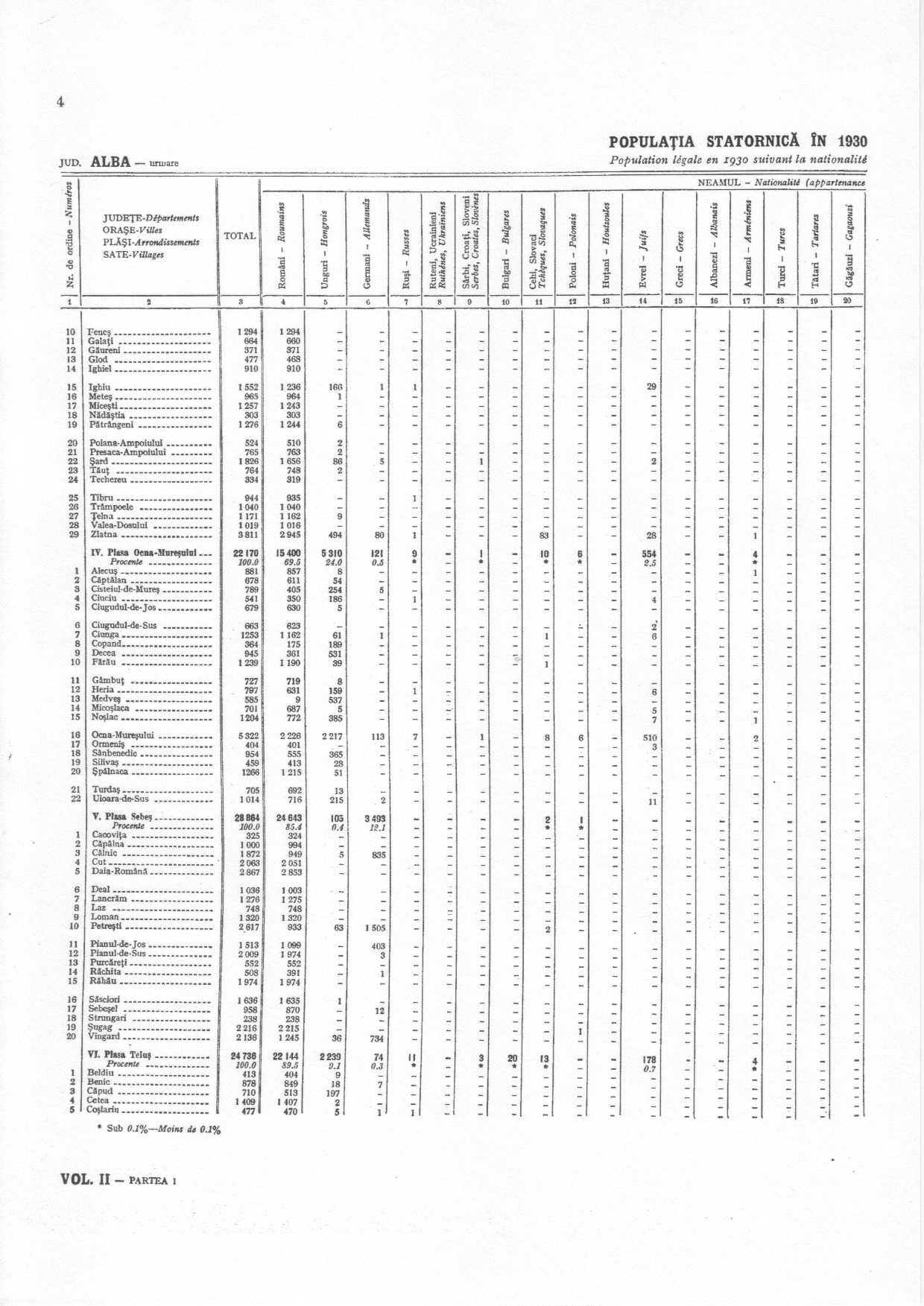
Datele aferente plășii Sebeș la recensământul din 1930 (Etnii - partea II)
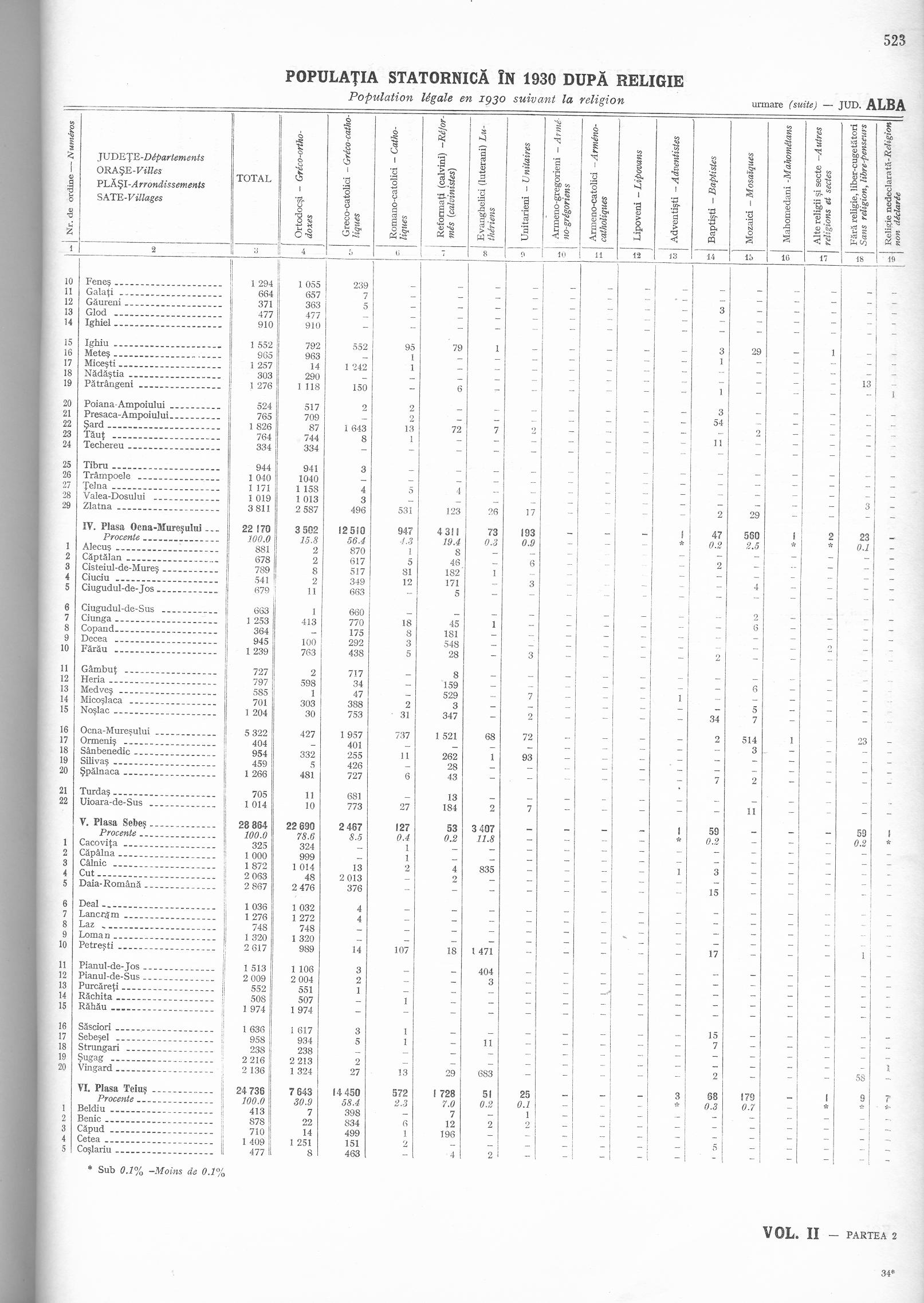
Datele aferente plășii Sebeș la recensământul din 1930 (Confesiuni)